# Ed Hamm
Edward Barton Hamm, detto Ed (Lonoke, 13 aprile 1906 – Albany, 25 giugno 1982), è stato un lunghista statunitense, campione olimpico ad Amsterdam 1928.

## Biografia
Nato da Charles Edward Hamm e Zilpah Dare Harris Hamm, studiò al Georgia Tech.
Ai Giochi olimpici di Amsterdam 1928 vinse l'oro nel salto in lungo superando l'haitiano Silvio Cator (medaglia d'argento) e lo statunitense Al Bates.

## Palmarès
| Anno | Manifestazione  | Sede      | Evento         | Risultato | Prestazione | Note |
| ---- | --------------- | --------- | -------------- | --------- | ----------- | ---- |
| 1928 | Giochi olimpici | Amsterdam | Salto in lungo | Oro       | 7,73 m      |      |